# Tiro esportivo nos Jogos Europeus de 2015 - Fossa olímpica misto
A competição fossa olímpica misto foi um dos eventos do tiro esportivo nos Jogos Europeus de 2015, em Baku, no Azerbaijão. Foi disputada no Centro de Tiro de Baku no dia 18 de junho.

## Calendário
Horário de verão do Azerbaijão (UTC+5).
| Data        | Horário | Fase         |
| ----------- | ------- | ------------ |
| 18 de junho | 11:00   | Qualificação |
| 18 de junho | 15:45   | Semifinal    |
| 18 de junho | 17:00   | Final        |

## Medalhistas
| Ouro   | SVK Erik Varga e Zuzana Štefečeková     |
| Prata  | RUS Alexey Alipov e Elena Tkach         |
| Bronze | SMR Manuel Mancini e Alessandra Perilli |

## Resultados

### Qualificação
O resultado da qualificação foi seguinte.
| Pos. | Equipe                | Series | Series | Total | Notas |
| Pos. | Equipe                | 1      | 2      | Total | Notas |
| ---- | --------------------- | ------ | ------ | ----- | ----- |
| 1    | Eslováquia (SVK)      | 47     | 47     | 94    |       |
|      | Zuzana Štefečeková    | 22     | 23     | 45    |       |
|      | Erik Varga            | 25     | 24     | 49    |       |
| 2    | França (FRA)          | 43     | 48     | 91    |       |
|      | Carole Cormenier      | 22     | 24     | 46    |       |
|      | Antonin Desert        | 21     | 24     | 45    |       |
| 3    | Rússia (RUS)          | 45     | 45     | 90    |       |
|      | Elena Tkach           | 23     | 20     | 43    |       |
|      | Alexey Alipov         | 22     | 25     | 47    |       |
| 4    | Itália (ITA)          | 45     | 45     | 90    |       |
|      | Jessica Rossi         | 22     | 20     | 42    |       |
|      | Giovanni Pellielo     | 23     | 25     | 48    |       |
| 5    | Espanha (ESP)         | 44     | 44     | 88    |       |
|      | Fátima Gálvez         | 20     | 22     | 42    |       |
|      | Alberto Fernández     | 24     | 22     | 46    |       |
| 6    | San Marino (SMR)      | 43     | 45     | 88    |       |
|      | Alessandra Perilli    | 21     | 23     | 44    |       |
|      | Manuel Mancini        | 22     | 22     | 44    |       |
| 7    | Alemanha (GER)        | 46     | 39     | 85    |       |
|      | Katrin Quooss         | 24     | 19     | 43    |       |
|      | Karsten Bindrich      | 22     | 20     | 42    |       |
| 8    | Eslovênia (SLO)       | 44     | 40     | 84    |       |
|      | Jasmina Maček         | 20     | 16     | 36    |       |
|      | Boštjan Maček         | 24     | 24     | 48    |       |
| 9    | Turquia (TUR)         | 38     | 45     | 83    |       |
|      | Serdağ Saadet Kandıra | 17     | 21     | 38    |       |
|      | Oğuzhan Tüzün         | 21     | 24     | 45    |       |
| 10   | Azerbaijão (AZE)      | 40     | 34     | 74    |       |
|      | Alina Rafikhanova     | 17     | 16     | 33    |       |
|      | Elvin Ismayilov       | 23     | 18     | 41    |       |

### Semifinal
O resultado da semifinal foi o seguinte.
Semifinal 1
| Pos. | Equipe             | Total | Notas |
| ---- | ------------------ | ----- | ----- |
| 1    | Eslováquia (SVK)   | 28    |       |
|      | Zuzana Štefečeková | 14    |       |
|      | Erik Varga         | 14    |       |
| 2    | Espanha (ESP)      | 24    |       |
|      | Fátima Gálvez      | 11    |       |
|      | Alberto Fernández  | 13    |       |
| 3    | Itália (ITA)       | 14    |       |
|      | Jessica Rossi      | 4     |       |
|      | Giovanni Pellielo  | 10    |       |

Semifinal 2
| Pos. | Equipe             | Total | Notas |
| ---- | ------------------ | ----- | ----- |
| 1    | Rússia (RUS)       | 24    |       |
|      | Elena Tkach        | 10    |       |
|      | Alexey Alipov      | 14    |       |
| 2    | San Marino (SMR)   | 23    |       |
|      | Alessandra Perilli | 12    |       |
|      | Manuel Mancini     | 11    |       |
| 3    | França (FRA)       | 13    |       |
|      | Carole Cormenier   | 6     |       |
|      | Antonin Desert     | 7     |       |

### Final
O resultado final foi o seguinte. 
Disputa pelo bronze
| Pos.              | Equipe             | Total | Notas     |
| ----------------- | ------------------ | ----- | --------- |
| Medalha de bronze | San Marino (SMR)   | 27    | Disparo:1 |
|                   | Alessandra Perilli | 13    |           |
|                   | Manuel Mancini     | 14    |           |
| 4                 | Espanha (ESP)      | 27    | Disparo:0 |
|                   | Fátima Gálvez      | 12    |           |
|                   | Alberto Fernández  | 15    |           |

Disputa pelo ouro
| Pos.             | Equipe             | Total | Notas |
| ---------------- | ------------------ | ----- | ----- |
| Medalha de ouro  | Eslováquia (SVK)   | 27    |       |
|                  | Zuzana Štefečeková | 14    |       |
|                  | Erik Varga         | 13    |       |
| Medalha de prata | Rússia (RUS)       | 21    |       |
|                  | Elena Tkach        | 9     |       |
|                  | Alexey Alipov      | 12    |       |